# Ivo Ćipiko
Ivo Ćipiko (Kaštel Novi, 13. siječnja 1867. – Kaštel Novi, 24. rujna 1923.) bio je srpski ↓1 književnik. 

## Životopis
Ivo Ćipiko rodio se u Kaštel Novom 1867. godine. Prema predaji, obitelj Ćipiko još je rimskoga podrijetla, koja je padom Mletačke Republike izgubila povlašteni položaj u društvu pa je Ćipikova majka već bila pučanka. Ćipiko je pohađao fratarsko sjemenište u Sinju gdje se pod utjecajem jednog jugoslavenski usmjerenog profesora,[kojeg?] fratra, oduševio za srpsku književnost. „Zanesoh se i postadoh Srbinom“, pisao je kasnije Ćipiko.
Bio je šumar na Braču, u Makarskoj, Kotoru i Hvaru. Godine 1911. odlazi u Srbiju, te je bio ratni izvjestitelj u balkanskim ratovima i Prvome svjetskom ratu. U romanima Za kruhom i Pauci verističkom tehnikom prikazuje socijalne prilike u Zagori i primorju. U opsežnom novelističkom opusu bavi se i razradom erotičnog kompleksa likova, a posebno ga zanimaju likovi žena.

## Djela
- Iz ratnih dana, Krf, 1917.
- Iz solunskih borbi, Beograd, 1919.
- Kraj mora (pripovijetke), Dubrovnik, 1911.
- Na granici (drama), 1910.
- Na pomolu, Solun, 1916.
- Na povratku s rada (pripovijetka)
- Pauci (roman), Beograd, 1909.
- Preljub (pripovijetke), Beograd, 1914.
- Primorske duše (pripovijetke), Zagreb, 1899.
- S jadranskih obala (pripovijetke), Mostar, 1900. (u MEP: S jadranskih obala)
- S ostrva (pripovijetke), Beograd, 1903.
- Utisci iz rata 1912., Sarajevo, 1914.
- Volja naroda (drama), 1911.
- Za kruhom (roman), Novi Sad, 1904.

## Bilješka
1. ↑1 "Slučaj Iva Ćipika, - koji je u jednoj anketi o jeziku g. 1914. izjavio je da je najprije bio anacionalan, pa Hrvat u prvoj mladosti, pa Jugoslaven, pa Srbin, te da je tu zastao i doživio da postajući Srbinom nije prestao biti Hrvatom - predstavlja poučan primjer o duhovnim preokupacijama jednog dijela tadašnje hrvatske intelektualne omladine."[1]